# 2012 год в телевидении
Список 2012 год в телевидении описывает события в мире телевидения, произошедшие в 2012 году.

## Январь
- 1 января —
  - Прекращение вещания российского телеканала «High Life»[1].
  - Прекращение вещания белорусского фильмового телеканала «TV Ray».
  - Запуск туркменского общенационального спортивно-познавательного телеканала «Туркменистан-спорт»[2].
- 22 января — Запуск первого украинского телеканала «Хоккей», посвящённого хоккею.[3]

## Февраль
- 7 февраля – Начало вещания украинского телеканала «НЛО TV»

## Март
- 1 марта
  - Начало вещания российского фильмового телеканала «Русский роман»[4].
  - Запуск компанией «НТВ-Плюс» российского спортивного телеканала «НТВ-Плюс Спорт Союз».
- 2 марта — В странах Скандинавии бренд «TV1000» сменил название на «Viasat Film».
- 11 марта — Телеканал «О2ТВ» вошёл в базовый пакет каналов компании НКС.
- 15 марта — Смена логотипа на телеканале «Россия-1».
- 17 марта — Телеканал «Россия-2» провёл конкурс «Ты комментатор».[5]

## Апрель
- 1 апреля —
  - По указу мэрии города Москвы, вещание всех окружных телекомпаний было прекращено[6][7]
  - При поддержке Паралимпийского комитета России, Паралимпийского комитета и Правительства Москвы в России запущен первый национальный социальный телеканал для людей с ограниченными физическими возможностями — «Инва Медиа ТВ».
  - Телеканал «Paramount Comedy» начал своё полноценное вещание.
  - На «СТС» вернулся мультсериал «Том и Джерри» после годовалого перерыва.
- 16 апреля —  на «Первом канале» вышел первый выпуск шоу «Вечерний Ургант». Автор и ведущий — Иван Ургант
- 20 апреля — В Москве учреждёно и запущено «Общественное Московское Телевидение».[8]
- 25 апреля — На Украине запущен бизнес-телеканал «БТБ».

## Май
- 1 мая — Начало вещания «HD Кино 2».
- 4 мая — Волковысский телеканал временно начал тестовое вещание (на экране — чёрно-белая заставка и гудок) из-за финансовых трудностей[9].

## Июнь
- 1 июня —
  - Прекращение вещания российского развлекательного телеканала «Настоящее смешное телевидение»[10][11].
  - Прекращение вещания российского музыкального телеканала «Дискотека ТВ»[12].
- 11 июня — Смена логотипа и графического оформлення украинского «Нового канала».
- 15 июня — Начало вещания нового спутникового круглосуточного телеканала «ТНВ-Планета» — международной версии телеканала «Татарстан — Новый Век» (ТНВ)[13][14].

## Июль
- 1 июля —
  - Телеканал «Коммерсантъ ТВ» прекратил своё вещание[15];
  - На месте телеканала «RAP.RU» начал вещание телеканал «Синергия ТВ»;
  - На месте телеканала «Женский мир» начал вещание телеканал «Еда»[16].
- 11 июля — Возвращение в эфир телеканала «Love Story».
- 20 июля — «НТВ-Плюс» передала телеканал «НТВ-Плюс Наш футбол» под управление ООО «Лига-ТВ».

## Август
- 4 августа — Начало вещания украинского детского телеканала «ПлюсПлюс», на месте канала СіТі.
- 13 августа 
  - Смена названия телеканала «Спорт 2» на «Спорт»[17].
  - В Нарьян-Маре запущен круглосуточный телеканал «Север».
- Украинский телеканал «Банк-TV» сменил название на «БТБ» и уменьшил долю программ собственного производства в сетке вещания.

## Сентябрь
- 1 сентября —
  - Смена логотипа и слогана ТВ-3[18].
  - Смена логотипа RU.TV.
  - Смена логотипа телеканала «Русский Иллюзион».
  - Казахстанский круглосуточный новостной телеканал «24 kz» начал вещание в 0:00 по казахстанскому времени.
  - В связи с Федеральным законом «О защите детей от информации, причиняющей вред их здоровью и развитию» все эфирные и спутниковые каналы обязаны маркировать передачи и фильмы по возрастным принципам (0+, 6+, 12+, 16+, 18+). Подобная графическая маркировка должна присутствовать на телеэкране на протяжении восьми секунд в начале каждой передачи (за исключением передач, идущих в прямом эфире или без предварительной записи) и при выходе с рекламного блока.[19]
- 4 сентября — КХЛ-ТВ начал вещание в формате HD.
- 5 сентября —
  - Смена названия телеканала «Доверие» на «Москва. Доверие».[20]
  - В Казахстане запущен первый образовательный телеканал «Білім».
- 13 сентября — Запущен хорватский телеканал «HRT 3» (Hrvatska radio televizija 3).
- 15 сентября — Смена логотипа и слогана на канале СТС.[21]
- 16 сентября — Прекращение эфирного вещания телеканала МУЗ-ТВ и запуск телеканала «Ю»[22]; запуск его спутникового вещания.
- 24 сентября — Переход на широкоформатное вещание (16:9) телеканала РБК.[23]
- 25 сентября — Смена логотипа телеканала «ТВ Центр».

## Октябрь
- 1 октября —
  - Ребрендинг двух международных телеканалов «Fox Crime» и «Fox Crime HD» в «Fox» и «Fox HD»[24];
  - Начало вещания российского телеканала «Русский Бестселлер»[25];
  - Телеканал «Россия-1» сменил логотип.
- 2 октября — Телеканал «Euronews» открыл свою радиостанцию[26].
- 15 октября — Прекращение вещания тамбовского телеканала «Полис»[27].
- 16 октября — Во второй мультиплекс цифрового телевидения России вошли четыре телеканала: РЕН ТВ, ТНТ, СТС и «Звезда».
- 20 октября — Прекращение вещания грузинского телеканала «ПИК».
- 22 октября 
  - Премьера сериала «Кухня» на «СТС».
  - На телеканале «Россия-1» вышел последний выпуск юмористической программы «Городок».
- 24 октября — Генеральным директором телеканала «ТВ Центр» вместо Александра Пономарёва назначена Юлия Быстрицкая (Ракчеева).[28]
- 31 октября — Обратный ребрендинг российского московского «77 канала» в «ТелеИнформ» и прекращение вещания.

## Ноябрь
- 1 ноября —
  - Прекращение вещания спутниковой версии «Третьего канала» в связи с изменением концепции развития[29][30];
  - Главный редактор РЕН ТВ Владимир Тюлин уволен с телеканала[31].
- 16 ноября — Изменение логотипа и графического оформления российского познавательного телеканала для родителей «Мать и дитя».
- 21 ноября —
  - Запуск развлекательного-регионального телеканала из Санкт-Петербурга «ТелеДом».
  - В Белгороде запущен городской круглосуточный кабельный телеканал «Белгород 24», в эфире которого транслируются собственные программы, сериалы, фильмы и документальные фильмы;
- 22 ноября — Закончен приём заявок на участие в конкурсе на попадание во второй мультиплекс. Официально подачу заявки подали и подтвердили телеканалы ТНТ, «MTV Россия», 2х2, ТВ-3, СТС, «Домашний», «Перец», «Дождь», О2ТВ, «Комсомольская правда», МУЗ-ТВ, «ТВ Центр», «Russia Today», «Звезда» и «Мир». Оставшиеся три претендента на место во втором мультиплексе неизвестны.[32]
- 30 ноября — «Travel Channel» и «Travel Channel HD» прекратили вещание в пакетах «НТВ+»[33] и «Триколор ТВ»[34] из-за прекращения доставки сигнала правообладателем телеканалов. Однако позже выяснилось, что вещание было прекращено без разрешения руководства телекомпании, которая не имеет никакого отношения к телеканалу «Travel+ Adventure».[35]
- Вместо телеигры «Своя игра» НТВ покинули две программы: «Программа максимум» и «Развод по-русски», а программа «Чистосердечное признание» изменила формат[36];
- Грузинский телеканал «ПИК» приобрёл литовский бизнесмен Дариус Юргелявичус.[37]
- В Македонии запущен телеканал «ТВ 2».

## Декабрь
- 1 декабря —
  - Прекращение эфирного вещания «Третьего канала» и его окончательное закрытие. Теперь третий частотный телеканал полностью принадлежит «ТВ Центру»[38];
  - В России и странах СНГ вместо «Travel Channel» и «Travel Channel HD» начали вещание «Travel+ Adventure» и «Travel+ Adventure HD»;
  - Челябинское «ОТВ» отказалось от совместного вещания с телеканалом «Звезда» и начало собственное вещание[39];
  - Телеканал «Карусель» расширил сеть эфирного аналогового вещания[40];
  - Начало тестового вещания телеканала «Кино ТВ».
  - Телеканал «Иллюзион+» провёл ребрендинг, в ходе которого изменены оформление и логотип, а также запущена новая сетка вещания[41].
  - Закрытие программы «Топ-модель по-русски» на канале «Ю».
- 3 декабря —
  - Телеканалы «Zone Reality» и «Zone Romantica» в ходе ребрендинга сменили названия на «CBS Reality» и «CBS Drama»[42].
  - Начало вещания телеканала «Кино ТВ».
- 5 декабря — Телеканал «TV Club» сменил название на «SupermarketTV»[43].
- 12 декабря —
  - Телеканал «Охотник и рыболов» запущен в формате HD.
  - Начало вещания французского телеканала «6ter».
- 13 декабря — Телеканал «Россия HD» начал тестовое вещание на спутнике Horizons 2 85° в. д.[44]
- 14 декабря — Стали известны телеканалы, вошедшие во второй мультиплекс цифрового телевидения России.
- 15 декабря — 
  - Украинский бизнес-телеканал «БТБ» перешёл в формат вещания 16:9.
  - Перезапуск украинского телеканала «НЛО TV».
- 17 декабря — Смена логотипа телеканала «ТВ-3».
- 18 декабря — Телеканал «AB MOTORS» сменил оформление[45].
- 24 декабря —
  - «Первый канал» начал полноценное вещание в формате HD.
  - Запущен хорватский телеканал «HRT 4» («Hrvatska radio televizija 4»).
- 26 декабря — Смена логотипа на телеканале «СТС».
- 29 декабря —
  - Телеканал «Детский мир» увеличил время вещания с 14 часов (6:00-20:00) до 18-ти (03:00-21:00), а «Телеклуб» сократил вещание с 9 часов (20:00-5:00) до 6-ти (21:00-3:00)[46].
  - Телеканал «Россия HD» начал полноценное вещание в формате HD.
- 31 декабря — В составе НТРК Узбекистана запущены два телеканала: «Культура и просвещение» (Маданият ва марифат) и «Вокруг света» (Дуне буйлаб).

## Без точной даты
- В Македонии запущен спутниковый телеканал «МРТ 2 Sat».